# Diadasia friesei
Diadasia friesei är en biart som beskrevs av Cockerell 1898. Diadasia friesei ingår i släktet Diadasia och familjen långtungebin. Inga underarter finns listade i Catalogue of Life.